# Musculus extensor hallucis brevis
Der Musculus extensor hallucis brevis (lat. für „kurzer Großzehenstrecker“) entspringt der dorsalen (oberen) Fläche des Fersenbeines (Calcaneus) in der Nähe des Sinus tarsi. Seinen Ansatz hat er am Kopf des Grundgliedes der Großzehe.
Der Muskel streckt die Großzehe im Großzehengrundgelenk.
Der Muskel kann als medialer Teil des Musculus extensor digitorum brevis angesehen werden. Ob die beiden überhaupt zu unterscheiden sind, wird kontrovers diskutiert.
Der Muskel wird vom Nervus fibularis profundus innerviert.